# منيرفا
منيرفا (20 يوليو 1958 -) هي ممثلة وراقصة مصرية.

## حياتها ونشأتها
إسمها الحقيقي منيرة أحمد خشبة من مواليد 20 يوليو 1958، بدأت مسيرتها الفنية منذ أواخر السبعينيات وتحديداً عندما شاركت بفيلم (أنقذوا هذه العائلة) عام 1979، إعتزلت الفن في التسعينات  حيث كانت آخر أعمالها فيلم «قدارة» مع النجمة فيفي عبده عام 1994.   
برعت في أدوار الإغراء لكنها لم تحقق الشهرة وأصبحت سجينة الأدوار الثانية، أشهر الأعمال التي شاركت فيها منيرفا وعرفها بها الجمهور شخصية السكرتيرة التي جسدتها في الفيلم الشهير «سلام يا صاحبي» الذي قام ببطولته النجوم عادل إمام، وسعيد صالح، وسوسن بدر، ومحمد الدفراوي. تميزت منيرفا بأداء الأدوار الجريئة ولا يكاد يخلو فيلم لها من مشهد ساخن كما في فيلم «سلام يا صاحبي».

## أعمالها
تنوعت أعمالها من سهرات تلفزيونية، وسباعيات، و 6 مسرحيات، و9 مسلسلات، وكان أغلب أعمالها 16 فيلماً:
1979: «أنقذوا هذه العائلة» للمخرج حسن إبراهيم.
1980: «ليلة بكى فيها القمر» للمخرج أحمد يحيى.
1981: «مين يجنن مين» للمخرج أحمد فؤاد. قامت منيرفا بدور «صفاء».
1982: «حسن بيه الغلبان» للمخرج هنري بركات. قامت منيرفا بدور «سوزان».
1983: مسرحية منقذ العالم للمخرج محمود البربري.
1984: «مين فينا الحرامي» للمخرج محمد عبد العزيز. قامت منيرفا بدور «رندة».
1984: «القناص» للمخرج يس إسماعيل يس. قامت منيرفا بدور «نادية».
1986: «كلمة السر» للمخرج حسين عمارة. قامت منيرفا بدور «كاميليا».
1986: «دخان بلا نار» للمخرج نور الدمرداش.
1986: «احترس عصابة النساء» للمخرج محمد اباظة. قامت منيرفا بدور «نادية».
1987: «كف وأربع أصابع» للمخرج يس إسماعيل يس. قامت منيرفا بدور «عايدة».
1987: «سلام يا صاحبي» للمخرج نادر جلال. قامت منيرفا بدور «جيهان».
1988: «خبطة صحفية» للمخرج عبد الحكيم الريماوي. قامت منيرفا بدور «روزيتا».
1990: «حالة مراهقة» للمخرج سيد طنطاوي. قامت منيرفا بدور «داليا».
1990: «امرأة تحت الاختبار» للمخرج محمد أباظة.
1991: «لعبة الأشرار» للمخرج هنري بركات. قامت منيرفا بدور «وفاء».
1994: «قدارة» للمخرج عادل الأعصر. قامت منيرفا بدور «أمل».

## وصلات خارجية
- منيرفا على موقع IMDB
- منيرفا على موقع السينما
- منيرفا على موقع دهليز
- منيرفا على موقع بريسين
- منيرفا على موقع البلد
- منيرفا على موقع يوتيوب
- منيرفا على موقع كاروهات